# Umdeutung (Psychologie)
Der Begriff Umdeutung von englisch Reframing, seltener auch Neurahmung oder Referenztransformation, bezeichnet eine Technik, die aus der Systemischen Familientherapie bekannt wurde und auf Virginia Satir zurückgeführt wird. Reframing wurde in seiner Hypnotherapie bereits von Milton H. Erickson angewandt. Im Neuro-Linguistischen Programmieren, im Motivational Interviewing  sowie in der Provokativen Therapie wird der Umdeutungsmethodik (Reframing) ebenso ein hoher Stellenwert gegeben.
Durch Umdeutung wird einer Situation oder einem Geschehen eine andere Bedeutung oder ein anderer Sinn zugewiesen, und zwar dadurch, dass man versucht, die Situation in einem anderen Kontext (oder „Rahmen“) zu sehen (siehe Framing (Sozialwissenschaften)). Die Metapher hinter dem Ausdruck geht darauf zurück, dass ein Bilderrahmen den Ausschnitt des Gesamtbildes definiert, wie dies auch jemandes Blickwinkel bzgl. der Realität tut. Rahmen bedeutet auch ein Konzept, das unsere Sicht eingrenzt. Verlassen wir diese geistige Festlegung, können neue Vorstellungen und Deutungsmöglichkeiten entstehen.
Einem in der Umdeutung geschulten Menschen ist es durch Kommunikation möglich, Szenen in einem anderen Blickwinkel (Rahmen) erscheinen zu lassen, sodass er es Beteiligten erleichtert, mit der Situation umzugehen.
Ein Beispiel hierfür ist die Umdeutung der Rolle als Opfer („Die Sucht überkommt mich einfach“) in eine aktive Rolle, aus der heraus andere Entscheidungen als bisher getroffen werden können („Wie sehen die Situationen aus, in denen Sie sich dazu entscheiden, nun die Droge einzunehmen?“). Andere Beispiele sind die Umdeutung eines als negativ wahrgenommenen Verhaltens („Meine Mutter mischt sich ständig in mein Leben ein“) in ein positives („Ihre Mutter möchte Sie also beschützen“) oder eine Sensibilisierung dahingehend, dass ein „gutgemeintes“ Verhalten beim Adressaten negative Effekte auslöst.
Eine Umdeutung aus dem Alltag lautet beispielsweise: „Scherben bringen Glück!“ Bei diesem Beispiel wird das zerbrochene Geschirr (Verlust) zu einer positiven Erfüllungsbedingung für einen weit höheren Wert genützt (hier: Glück). Eine Umdeutung sei besonders erfolgreich, wenn der zu erfüllende Wert subjektiv vom Leidenden als höherrangig (innerlich wesentlicher) repräsentiert wird.
Ferner wird zwischen Kontext- und Bedeutungsreframing unterschieden.
- Bei einem Kontextreframing wird etwas in einen alternativen Kontext gestellt, in dem es eine andere Bewertung hätte.[5] Ein Verhalten kann in einer Situation negativ sein, in einer anderen sinnvoll oder gar überlebenswichtig. Die Aussage: "Ich mache dich fertig" hat in der Kneipe einen anderen Sinn als im Brettspiel Mensch ärgere dich nicht.[6]
- Bei einem Bedeutungsreframing (Umetikettieren, Umlabeln[7]) bleibt der Kontext gleich, aber ein kausaler Zusammenhang wird aufgehoben, indem man der vermeintlichen Ursache eine andere Bedeutung gibt.[8]

Der Begriff Inhaltsreframing wird je nach Autor unterschiedlich verwendet, teils als Oberbegriff für Kontext- und Bedeutungsreframing, teils als Begriff für die Suche nach einer positiven Absicht oder nach positiven Konsequenzen.

## Ex-ante-Reframing (Inokulation)
Die Technik des Reframings (Umdeutung) im Vorfeld (ex ante) zu unerwünschten, erwartbaren (Mis-)Informationen (durch einen politischen Gegner) wird innerhalb der psychologischen bzw. politischen Kriegsführung (political warfare) gezielt in Form von Inokulation eingesetzt.